# Ombretto
L'ombretto è un cosmetico che si usa per rendere lo sguardo più luminoso e intenso creando giochi di luci e ombre con il colore.
È composto da talco, mica, sericite, magnesio stearato, coloranti e conservanti.
Può essere applicato sulle palpebre o sotto l'arcata sopraccigliare, indifferentemente tramite un pennellino che può essere fatto di diversi materiali o il dito medio (sia in ambito professionale che casalingo).
Gli ombretti possono essere di diverse tonalità e gradazioni di colore.
Si trova in polvere o crema e opaco, perlato o metallizzato. Anche waterproof (resistente all'acqua) e non.

L'ombretto deriva dal kohl (impiegato, secondo il Libro di Ezechiele 23:40, dagli Egizi sin dal 10 000 a.C.), un composto formato da ocra, malachite, cenere, piombo, ossido di rame, mandorle bruciate e chrysocolla (un minerale rameico blu).

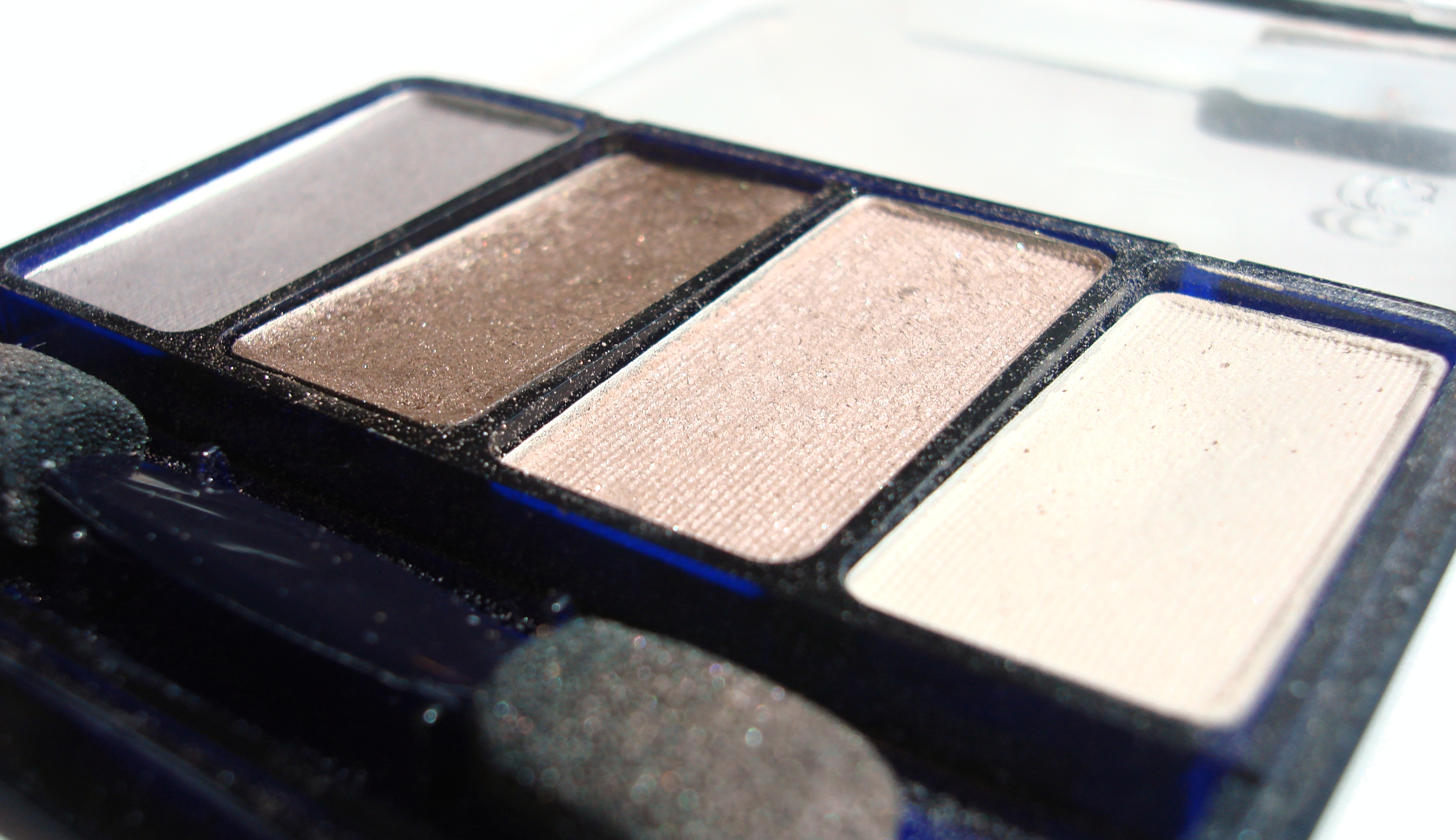
Ombretto in polvere di colori diversi

A seconda della composizione e dell'effetto voluto in commercio si può scegliere tra:
- ombretto in polvere: i più usati perché di facile applicazione; aderiscono bene alla pelle, tengono di più e possono essere facilmente ritoccati. Sono prodotti in una gamma vastissima di tonalità.
- ombretto in crema (in stick o in vasetto): oggi meno usati che nel recente passato, si stendono facilmente ma altrettanto facilmente tendono a sbavare. Per ovviare a questo inconveniente, vanno fissati con della cipria trasparente o con un ombretto in polvere.
- ombretto fluido: si presentano in confezioni simili a quella dell'eye liner, si stendono con un applicatore e si sfumano con il pennello.
- ombretto lucido: si presentano solitamente in tubetti e danno in aggiunta un effetto glossante-bagnato alla palpebra. In alternativa, per ottenere tale effetto, si può scegliere di applicare uno dei precedenti tre ombretti su una palpebra, in cui è stata precedentemente spalmata della vaselina.